# Arrondissement Sedan
Arrondissement Sedan (fr. Arrondissement de Sedan) je správní územní jednotka ležící v departementu Ardensko a regionu Grand Est ve Francii. Člení se dále na pět kantonů a 79 obcí.

## Kantony
od roku 2015:
- Carignan
- Sedan-1
- Sedan-2
- Sedan-3
- Vouziers (část)

před rokem 2015:
- Carignan
- Mouzon
- Raucourt-et-Flaba
- Sedan-Est
- Sedan-Nord
- Sedan-Ouest